# Crooner

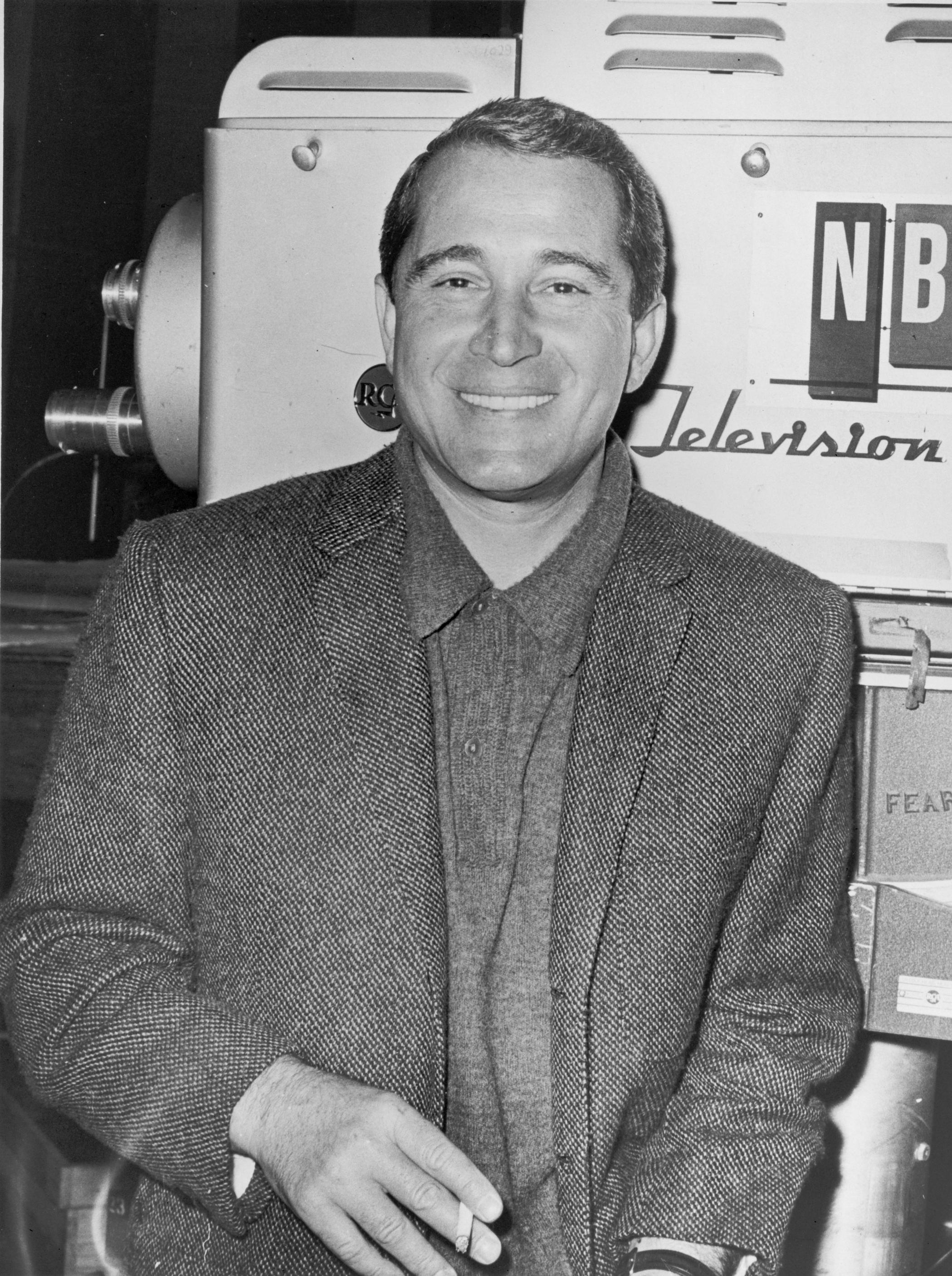
Perry Como

Een crooner is een zanger, die een ontspannen en intieme houding heeft en zingt met een zachte, lage stem. Vaak zijn de teksten wat sentimenteel.
Het Engelse werkwoord to croon is terug te vinden in kreunen (kermen, klagen) dat in het middeleeuws-Nederlands bestond als cronen.
Deze manier van zingen werd mogelijk met de uitvinding van de microfoon. Voor die tijd moest een zanger namelijk ver reiken met zijn stem. Daarvoor was een behoorlijke stemtechniek en een behoorlijk volume nodig. Met elektrische versterking konden ook zangers zonder een sterke, getrainde stem populaire artiesten worden. Vanaf de jaren 30 van de twintigste eeuw werd deze zangstijl populair, vooral in de Verenigde Staten, en hij bleef dat tot de jaren 60. Een bekend voorbeeld van een Nederlandse crooner is Lee Towers.

## Beroemde crooners
- Paul Anka
- Charles Aznavour
- Chet Baker
- Harry Belafonte
- Tony Bennett
- Brook Benton
- Pat Boone
- Michael Bublé
- Nat King Cole
- Perry Como
- Harry Connick jr.
- Paolo Conte
- Bing Crosby
- Jamie Cullum
- Vic Damone
- Vic Dana
- Bobby Darin
- Sammy Davis jr.
- Neil Diamond
- Sacha Distel
- Eddie Fisher
- Serge Gainsbourg
- Bobby Goldsboro
- Buddy Greco
- Engelbert Humperdinck
- Red Hurley
- Gregory Isaacs
- Jack Jones
- Tom Jones
- Udo Jürgens
- Wim Koopmans
- Frankie Laine
- Steve Lawrence
- Barry Manilow
- Dean Martin
- Al Martino
- Johnny Mathis
- Rod McKuen
- Guy Mitchell
- Matt Monro
- Yves Montand
- Jim Nabors
- Ricky Nelson
- Roy Orbison
- Les Paul
- Gene Pitney
- John Pizzarelli
- Louis Prima
- Jim Reeves
- Jimmie Rodgers
- Roy Rogers
- Tony Sandler
- Neil Sedaka
- Frank Sinatra
- Rod Stewart
- Mel Tormé
- Lee Towers
- Nick Cave
- Bobby Troup
- Alex Turner
- Dickie Valentine
- Frankie Valli
- Bobby Vee
- Bobby Vinton
- Roger Whittaker
- Andy Williams